# Vasszécseny
Vasszécseny je vas na Madžarskem, ki upravno spada pod Sombotelsko okrožje Železne županije.